# Ratchet & Clank
Ratchet & Clank je platformska igra koju je razvila tvrtka Insomniac Games za PlayStation 2. Prva je od igara iz serije igara Ratchet & Clank. Prva igra je bila mnoštveno popularna kod početnog izdanja i Ratchet će kasnije postati jedno od najprepoznatljivijih, popularnih i cijenjenih igraćih ikona za PlayStationove igraće konzole.

## Vanjske poveznice
- Službena stranica (SAD)  Arhivirana inačica izvorne stranice od 20. veljače 2003. (Wayback Machine)